# Skärstads landskommun
Skärstads landskommun var en tidigare kommun i Jönköpings län.

## Administrativ historik
När 1862 års kommunalförordningar trädde i kraft den 1 januari 1863 inrättades i Sverige cirka 2 400 landskommuner samt 89 städer och ett mindre antal köpingar. Då inrättades i Skärstads socken i Vista härad i Småland denna kommun.
Vid den riksomfattande kommunreformen 1952, då antalet kommuner minskade från 2 498 till 1037, bildade den storkommun genom sammanläggning med den tidigare kommunen Ölmstad.
Nästa indelningsreform innebar att kommunen upplöstes år 1971 och att området gick upp i Jönköpings kommun.
Kommunkoden 1952–70 var 0608.

### Kyrklig tillhörighet
I kyrkligt hänseende tillhörde kommunen Skärstads församling. Den 1 januari 1952 tillkom Ölmstads församling. Dessa slog ihop 2010 att bilda Skärstad-Ölmstads församling.

## Geografi
Skärstads landskommun omfattade den 1 januari 1952 en areal av 143,09 km², varav 136,03 km² land. Efter nymätningar och arealberäkningar färdiga den 1 januari 1957 omfattade landskommunen den 1 november 1960 en areal av 143,91 km², varav 137,15 km² land.

### Tätorter i kommunen 1960
I Skärstads landskommun fanns tätorten Kaxholmen, som hade 372 invånare den 1 november 1960. Tätortsgraden i kommunen var då 11,9 procent.

## Politik

### Mandatfördelning i valen 1938–1966
| 6 | 6 | 6 | 2 |

| 19 |

| 8 | 8 | 7 | 1 |

| 23 |

| 8 | 9 | 6 | 1 |

| 24 |

| 9 |  | 13 | 10 | 2 |

| 34 |

| 9 | 13 | 9 | 4 |

| 34 |

| 8 | 13 | 9 | 5 |

| 34 |

| 9 | 13 | 8 | 5 |

| 34 |

| 7 | 13 | 6 | 4 | 5 |

| 32 |